# 西ティモール

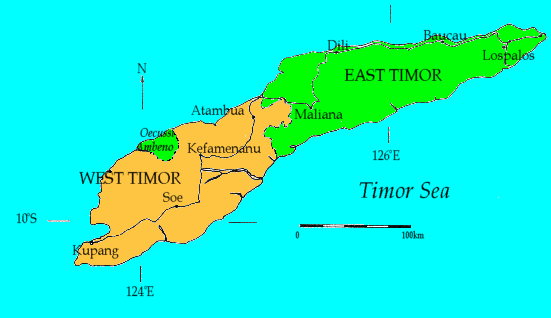
ティモール島。
西ティモール

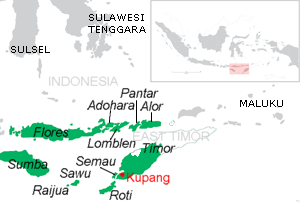
東ヌサ・トゥンガラ州全図。

西ティモール（にしティモール、インドネシア語: Timor Barat、オランダ語: West-Timor）は、インドネシア東部の地域。ティモール島の西半分に位置し、東ヌサ・トゥンガラ州の一部である。中心都市はクパン (Kupang) 。面積は約1万5850 km2。
西ティモールに囲まれて、東ティモール民主共和国の飛び地で植民地時代のオランダ領ティモールの中心都市だったオエクシ＝アンベノがある。

## 歴史
ヨーロッパによるティモール島の植民支配は16世紀に始まった。1520年にポルトガル人がティモール島の領有を宣言していたが、1640年にオランダ人がオランダ東インド会社のもとで西ティモールに定住を開始し、ポルトガル人を追い出した。1799年にオランダ東インド会社が解散した後はそのままオランダ領となった。その後オランダとポルトガルの間で結ばれた条約（1859年に署名、1893年に修正）にもとづき、1916年までに東西ティモールの境界線が決められた。
第二次世界大戦中の1942年初め、日本がティモール島を占領した。日本が降伏を宣言してわずか3日後の1945年8月17日、インドネシア共和国が独立を宣言。オランダは再び西ティモールを領有しようとしたが、インドネシアとのゲリラ戦に突入し、結局1950年にインドネシア共和国が西ティモールを東ヌサ・トゥンガラ州の一部とすると宣言した。

## 住民
西ティモールには約195万人(2005年)が住んでおり、その大半はオーストロネシア系、パプア系、ポリネシア系である。華僑（中国系）も少数ながら住んでいる。
西ティモールの主な宗教はカトリック（56%）、プロテスタント（35%）、そしてイスラム教（8%）である。

## 経済
西ティモールの失業率は10%にものぼる。　一人当たりの所得もインドネシア全体の平均の約3分の1にとどまり、西ティモールの経済は大きく遅れをとっている。　なお西ティモールの経済活動の中心はクパンとその周辺である。

## 産業
白檀がとれ、白檀オイルの生産量は世界一。